# Stephan P. Leher

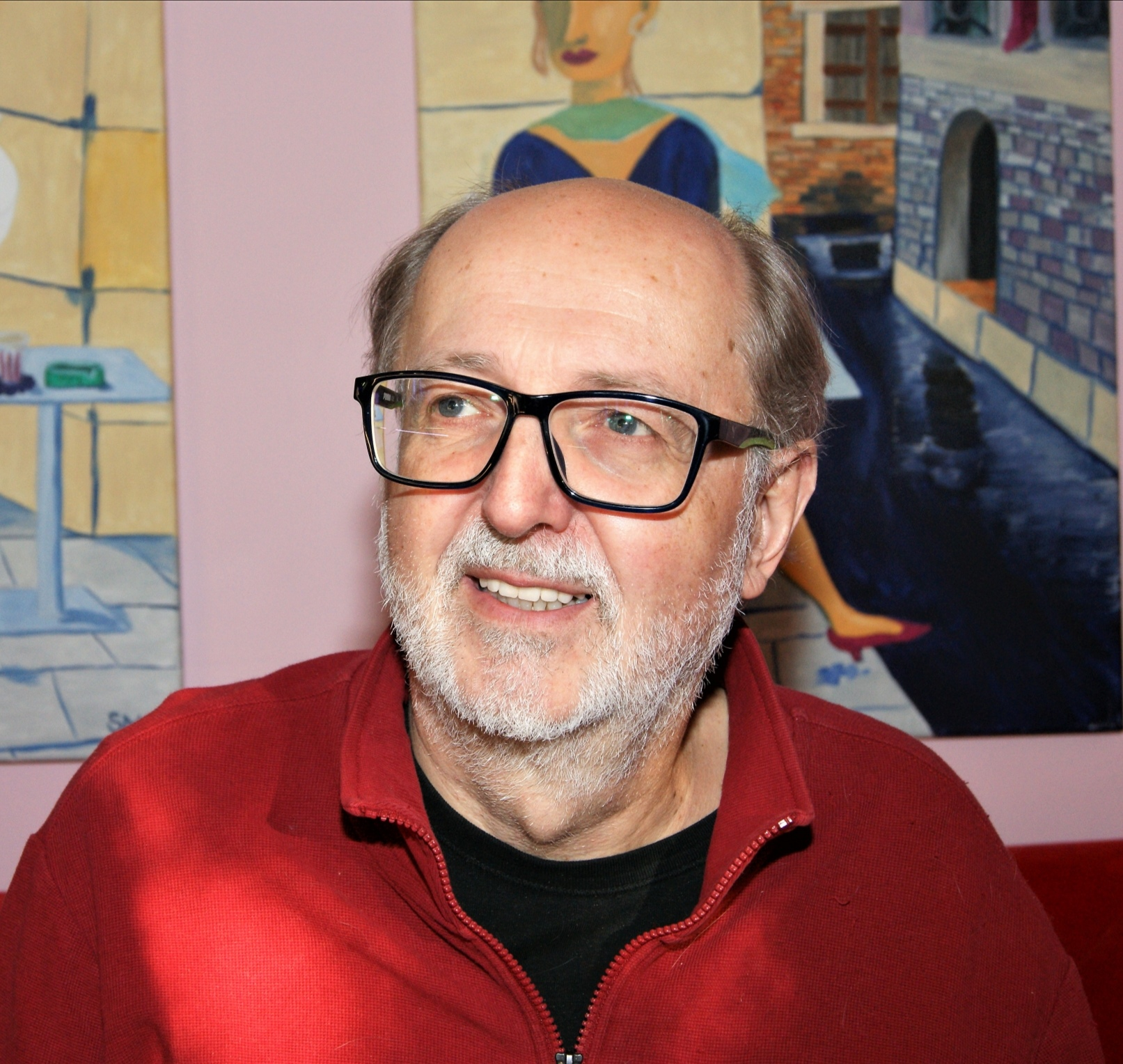
Stephan Peter Leher (2022)

Stephan Peter Leher (* 20. Februar 1956 in Linz) ist ein österreichischer römisch-katholischer Moraltheologe und pensionierter Universitätsprofessor.

## Leben
Stephan Peter Leher besuchte 1962 bis 1966 die Volksschule Peuerbach, hernach bis 1968 das Stiftsgymnasium Kremsmünster, sowie bis 1972 das Realgymnasium Schärding. 1972/73 hatte er ein American Field Service – International Scholarship. Die Graduation an der Highline Highschool, Seattle, erfolgte 1973. Nach seiner Matura am Realgymnasium Schärding 1974 studierte Leher Medizin an der Universität Wien, wo er 1980 zum  Dr. med. univ. promovierte. Noch im selben Jahr trat er in die Gesellschaft Jesu (Jesuiten) ein. 1981 begann er das Diplomstudium der Philosophie am Centre Sèvres, welches er 1984 mit dem Licence en Philosophie (Baccalauréat canonique) zum Thema „L’éthique médicale face aux progrès de la biologie et de la médecine, en considérant plus particulièrement le problème de la mort“ abschloss. 1983/84 machte Leher Offene Jugendarbeit im Kennedy-Haus Innsbruck. 1984 startete er das Diplomstudium Katholische Theologie an der PTH Sankt Georgen, welches er 1987 abschloss. Das Thema der Diplomarbeit lautet „›Absolutes Wissen‹ und ›Übernatürliches Existential‹. Vergleich von Grundbegriffen in der Phänomenologie des Geistes von G.W.F. Hegel und im Grundkurs des Glaubens von Karl Rahner“.
Stephan Peter Leher erhielt 1987 seine  Priesterweihe in Innsbruck. Hernach war er ein Jahr als Krankenhausseelsorger an den Universitätskliniken Innsbruck und als Pastoralpraktikant in der Pfarre Allerheiligen tätig. 1988 begann er das Doktoratsstudium an der Päpstlichen Universität Gregoriana, welches er 1991 mit der Promotion zum Dr. theol. bei Klaus Demmer im Fach Moraltheologie absolvierte. Das Thema der Arbeit lautete „Teorie di verità neoscolastiche (Viktor Cathrein) in dialogo con la filosofia del linguaggio (L. Wittgenstein, J.L. Austin)“. Von 1991 bis 1995 absolvierte Leher die Ausbildung zum Arzt für Allgemeinmedizin an den Universitätskliniken der Universität Innsbruck. Von 1992 bis 2021 war Leher Mitglied der Ethikkommission der Med. Fakultät der Universität Innsbruck. Von 1992 bis 1996 war er Universitätslektor an der Med. Fakultät der Universität Innsbruck. Das Diplom „Psychosoziale Medizin“ und „Psychosomatische Medizin“ erwarb er 1996. Von 2002 bis zu seiner Pensionierung im Jahr 2021 lehrte Leher als Universitätsprofessor für Moraltheologie. 
Im Oktober 2013 hatte er den Jesuitenorden verlassen und war bis zu seiner Eheschließung Priester der Diözese Linz. Leher lebt seit seiner Emeritierung im Jahr 2021 mit seiner Gattin, der Künstlerin Sabine Moser in Gars am Kamp in Niederösterreich.